# Nemesis Divina (musikalbum)
Nemesis Divina (latin för "gudomlig Nemesis") är ett musikalbum utgivet 1996 av norska black metal-bandet Satyricon. Fenriz (Darkthrone) har skrivit texten till "Du som hater Gud" och lagt trummorna på denna och "Immortality Passion". Samoth (Emperor) spelar trummor på första spåret, "The Dawn of a New Age".

## Låtlista
1. "The Dawn of a New Age" – 7:27
2. "Forhekset" – 4:32
3. "Mother North" – 6:25
4. "Du som hater Gud" – 4:22
5. "Immortality Passion" – 8:23
6. "Nemesis Divina" – 6:55
7. "Transcendental Requiem of Slaves" – 4:44

- Text: Satyr (spår 1–3, 5–7), Herr Nagell (Gylve Fenris Nagell också känd som Fenriz) (spår 4)
- Musik: Satyr

## Medverkande
Musiker (Satyricon-medlemmar)
- Satyr (Sigurd Wongraven) – gitarr, basgitarr, sång
- Frost (Kjetil-Vidar Haraldstad) – trummor
- Kveldulv (Ted Arvid Skjellum, också känd som Nocturno Culto) – gitarr

Bidragande musiker
- Nebelhexë (Andrea Meyer-Haugen från Hagalaz Runedance) – berättare (spår 1)
- Gylve Nagell (Fenriz från Darkthrone) – trummor (spår 4, 5), text (spår4)
- Tomas Haugen (Samoth från Emperor) - trummor (spår 1)
- Bratland (Geir Bratland) – synthesizer, grand piano

Produktion
- Satyr – producent, ljudtekniker, ljudmix, omslagsdesign, omslagskonst, logo
- Odd H Jensen – ljudtekniker, ljudmix
- Kai Robøle – ljudtekniker, ljudmix
- Frost – logo
- Union of Lost Souls – omslagsdesign, logo
- Stein Løken – omslagskonst
- Per Heimly – foto
- Anne Cecilie – make up